# Unihockey-Europacup 1993
Der European Cup 1993 war die 1. Auflage des Unihockey-Hockey Cup. Austragsort war Stockholm in Schweden vom 28. bis 30. Dezember 1993.

## Gruppe A
| Gruppe A       |      |                |
| Rot-Weiss Chur | 12:0 | Kavn FK        |
| SSV Helsinki   | 4:4  | Rot-Weiss Chur |
| Kavn FK        | 0:13 | SSV Helsinki   |

## Gruppe B
| Gruppe A  |      |           |
| Greir IBK | 2:1  | Poljot    |
| Balrog BK | 10:2 | Greir IBK |
| Poljot    | 1:14 | Balrog BK |

## Halbfinale
- SSV Helsinki  7:4  Greir IBK
- Balrog IK  3:2  Rot-Weiss Chur

## Platz 5.
- Kavn FK  3:4  Poljot

## Platz 3
- Greir IBK  0:10  Rot-Weis Chur

## Finale
- Balrog BK  9:2  SSV Helsinki